# Coupe d'Union soviétique de football 1979
Navigation
Édition 1978 Édition 1980
La Coupe d'Union soviétique 1979 est la 38e édition de la Coupe d'Union soviétique de football. Elle se déroule entre le 17 février et le 11 août 1979.
La finale se joue le 11 août 1979 au stade Lénine de Moscou et voit la victoire du Dinamo Tbilissi, qui remporte sa deuxième coupe nationale aux dépens du Dinamo Moscou. Le Dinamo Tbilissi étant déjà qualifié pour la Coupe des clubs champions, c'est le Dinamo Moscou qui se qualifie pour la Coupe des coupes 1979-1980 en qualité de finaliste.

## Format
Quarante-huit équipes prennent part à cette édition. Cela inclut les 18 participants à la première division 1979 ainsi que les 24 clubs du deuxième échelon, à qui sont ajoutés les six équipes ayant finies deuxièmes des groupes de la troisième division 1978.
Le format de la compétition connaît cette saison-là un changement majeur avec le remplacement des premiers tours par la mise en place d'une phase de groupes durant laquelle les participants sont répartis en huit groupes de six et doivent s'affronter une seule fois, les premiers de chaque poule à l'issue de ces rencontres se qualifiant pour les quarts de finale. 
Par la suite chaque confrontation prend la forme d'une rencontre unique jouée sur la pelouse d'une des deux équipes. En cas d'égalité à l'issue du temps réglementaire d'un match, une prolongation est jouée. Si celle-ci ne suffit pas à départager les deux équipes, le vainqueur est désigné à l'issue d'une séance de tirs au but.

## Phase de groupes
L'intégralité de la phase de groupes prend place entre le 28 février et le 14 mars 1979. L'attribution des points suit le barème des championnats soviétiques, une victoire rapportant deux points, un match nul un seul et une défaite aucun.

### Groupe 1
Les rencontres de ce groupe sont jouées dans les villes géorgiennes de Roustavi et Tbilissi.
| Rang | Équipe                    | Pts | J | G | N | P | Bp | Bc | Diff |
| ---- | ------------------------- | --- | - | - | - | - | -- | -- | ---- |
| 1    | Dinamo Tbilissi (D1)      | 10  | 5 | 5 | 0 | 0 | 14 | 2  | +12  |
| 2    | Torpedo Koutaïssi (D2)    | 8   | 5 | 4 | 0 | 1 | 7  | 5  | +2   |
| 3    | SKA Rostov (D1)           | 6   | 5 | 3 | 0 | 2 | 9  | 8  | +1   |
| 4    | Ouralmach Sverdlovsk (D2) | 4   | 5 | 2 | 0 | 3 | 4  | 4  | 0    |
| 5    | Dinamo Léningrad (D2)     | 1   | 5 | 0 | 1 | 4 | 2  | 6  | -4   |
| 6    | Zaria Vorochilovgrad (D1) | 1   | 5 | 0 | 1 | 4 | 5  | 16 | -11  |

### Groupe 2
Les rencontres de ce groupe sont jouées dans les villes géorgiennes de Leselize et Echera.
| Rang | Équipe                    | Pts | J | G | N | P | Bp | Bc | Diff |
| ---- | ------------------------- | --- | - | - | - | - | -- | -- | ---- |
| 1    | Dinamo Kiev (D1)          | 8   | 5 | 3 | 2 | 0 | 7  | 1  | +6   |
| 2    | Iskra Smolensk (D3)       | 6   | 5 | 3 | 0 | 2 | 5  | 4  | +1   |
| 3    | Dinamo Minsk (D1)         | 5   | 5 | 2 | 1 | 2 | 6  | 3  | +3   |
| 4    | Spartak Ordjonikidzé (D2) | 5   | 5 | 2 | 1 | 2 | 4  | 3  | +1   |
| 5    | Zénith Léningrad (D1)     | 5   | 5 | 2 | 1 | 2 | 2  | 5  | -3   |
| 6    | Nistru Kichinev (D2)      | 1   | 5 | 0 | 1 | 4 | 0  | 8  | -8   |

### Groupe 3
Les rencontres de ce groupe sont jouées dans les villes tadjikes de Douchanbé, Kourgan-Tioube et Nourek.
| Rang | Équipe                      | Pts | J | G | N | P | Bp | Bc | Diff |
| ---- | --------------------------- | --- | - | - | - | - | -- | -- | ---- |
| 1    | Pamir Douchanbé (D2)        | 10  | 5 | 5 | 0 | 0 | 10 | 2  | +8   |
| 2    | Dniepr Dniepropetrovsk (D2) | 7   | 5 | 4 | 0 | 1 | 10 | 4  | +6   |
| 3    | Pakhtakor Tachkent (D1)     | 6   | 5 | 3 | 0 | 2 | 4  | 2  | +2   |
| 4    | Chakhtior Donetsk (D1)      | 5   | 5 | 2 | 0 | 3 | 5  | 5  | 0    |
| 5    | Alga Frounzé (D2)           | 1   | 5 | 0 | 1 | 4 | 0  | 7  | -7   |
| 6    | Traktor Pavlodar (D2)       | 1   | 5 | 0 | 1 | 4 | 1  | 10 | -9   |

### Groupe 4
Les rencontres de ce groupe sont jouées dans la ville kazakhe de Tchimkent.
| Rang | Équipe                     | Pts | J | G | N | P | Bp | Bc | Diff |
| ---- | -------------------------- | --- | - | - | - | - | -- | -- | ---- |
| 1    | Dinamo Moscou (D1)         | 10  | 5 | 5 | 0 | 0 | 11 | 0  | +11  |
| 2    | Kaïrat Alma-Ata (D1)       | 6   | 5 | 3 | 0 | 2 | 11 | 5  | +6   |
| 3    | Chinnik Iaroslavl (D2)     | 6   | 5 | 3 | 0 | 2 | 8  | 7  | +1   |
| 4    | Metallist Kharkov (D2)     | 3   | 5 | 1 | 1 | 3 | 3  | 4  | -1   |
| 5    | Avtomobilist Termez (D3)   | 3   | 5 | 1 | 1 | 3 | 3  | 12 | -9   |
| 6    | Kolkhoztchi Achkhabad (D2) | 2   | 5 | 0 | 2 | 3 | 1  | 9  | -8   |

### Groupe 5
Les rencontres de ce groupe sont jouées dans les villes russes de Sotchi et Adler.
| Rang | Équipe                  | Pts | J | G | N | P | Bp | Bc | Diff |
| ---- | ----------------------- | --- | - | - | - | - | -- | -- | ---- |
| 1    | Spartak Moscou (D1)     | 9   | 5 | 4 | 1 | 0 | 8  | 2  | +6   |
| 2    | Neftchi Bakou (D1)      | 8   | 5 | 4 | 0 | 1 | 7  | 3  | +4   |
| 3    | Zvezda Perm (D2)        | 4   | 5 | 3 | 0 | 2 | 6  | 6  | 0    |
| 4    | SKA Odessa (D2)         | 4   | 5 | 2 | 0 | 3 | 3  | 5  | -2   |
| 5    | Terek Grozny (D2)       | 3   | 5 | 1 | 1 | 3 | 4  | 7  | -3   |
| 6    | Machouk Piatigorsk (D3) | 2   | 5 | 1 | 0 | 4 | 2  | 7  | -5   |

### Groupe 6
Les rencontres de ce groupe sont jouées dans les villes russes de Sotchi et Khosta.
| Rang | Équipe                    | Pts | J | G | N | P | Bp | Bc | Diff |
| ---- | ------------------------- | --- | - | - | - | - | -- | -- | ---- |
| 1    | CSKA Moscou (D1)          | 9   | 5 | 4 | 1 | 0 | 9  | 0  | +9   |
| 2    | Lokomotiv Moscou (D1)     | 7   | 5 | 3 | 1 | 1 | 7  | 1  | +6   |
| 3    | Kouban Krasnodar (D2)     | 5   | 5 | 1 | 3 | 1 | 3  | 2  | +1   |
| 4    | Guria Lantchkhouti (D3)   | 4   | 5 | 2 | 2 | 2 | 3  | 6  | -3   |
| 5    | Metallourg Zaporojié (D2) | 3   | 5 | 1 | 1 | 3 | 2  | 6  | -4   |
| 6    | Spartak Naltchik (D2)     | 2   | 5 | 0 | 2 | 3 | 2  | 11 | -9   |

### Groupe 7
Les rencontres de ce groupe sont jouées dans la ville arménienne d'Erevan.
| Rang | Équipe                            | Pts | J | G | N | P | Bp | Bc | Diff |
| ---- | --------------------------------- | --- | - | - | - | - | -- | -- | ---- |
| 1    | Karpaty Lvov (D2)                 | 9   | 5 | 4 | 1 | 0 | 8  | 3  | +5   |
| 2    | Tchernomorets Odessa (D1)         | 8   | 5 | 3 | 2 | 0 | 5  | 2  | +3   |
| 3    | Ararat Erevan (D1)                | 6   | 5 | 3 | 0 | 2 | 6  | 2  | +4   |
| 4    | Kolos Nikopol (uk) (D3)           | 3   | 5 | 1 | 1 | 3 | 4  | 5  | -1   |
| 5    | Spartak Ivano-Frankovsk (uk) (D2) | 3   | 5 | 1 | 1 | 3 | 3  | 6  | -3   |
| 6    | Žalgiris Vilnius (D2)             | 1   | 5 | 0 | 1 | 4 | 2  | 10 | -8   |

### Groupe 8
Les rencontres de ce groupe sont jouées dans les villes ukrainiennes d'Eupatoria et Simferopol.
| Rang | Équipe                         | Pts | J | G | N | P | Bp | Bc | Diff |
| ---- | ------------------------------ | --- | - | - | - | - | -- | -- | ---- |
| 1    | Krylia Sovetov Kouïbychev (D1) | 7   | 5 | 3 | 1 | 1 | 6  | 4  | +2   |
| 2    | Tavria Simferopol (D2)         | 7   | 5 | 3 | 1 | 1 | 7  | 4  | +3   |
| 3    | Torpedo Moscou (D1)            | 5   | 5 | 2 | 1 | 2 | 4  | 3  | +1   |
| 4    | Fakel Voronej (D2)             | 4   | 5 | 2 | 0 | 3 | 6  | 6  | 0    |
| 5    | Chakhtior Karaganda (D3)       | 4   | 5 | 2 | 0 | 3 | 5  | 9  | -4   |
| 6    | Kouzbass Kemerovo (D2)         | 3   | 5 | 1 | 1 | 3 | 3  | 5  | -2   |

## Phase finale

### Quarts de finale
Les rencontres de ce tour sont jouées le 20 mars 1979.
| Date         | Domicile             | Score | Extérieur                      |
| ------------ | -------------------- | ----- | ------------------------------ |
| 20 mars 1979 | Karpaty Lvov (D2)    | 3 - 1 | (D2) Pamir Douchanbé           |
| 20 mars 1979 | Dinamo Tbilissi (D1) | 2 - 0 | (D1) Krylia Sovetov Kouïbychev |
| 20 mars 1979 | Dinamo Moscou (D1)   | 3 - 0 | (D1) Spartak Moscou            |
| 20 mars 1979 | Dinamo Kiev (D1)     | 0 - 1 | (D1) CSKA Moscou               |

### Demi-finales
Les rencontres de ce tour sont jouées les 9 et 10 juin 1979.
| Date         | Domicile           | Score    | Extérieur            |
| ------------ | ------------------ | -------- | -------------------- |
| 9 juin 1979  | CSKA Moscou (D1)   | 1 - 2 ap | (D1) Dinamo Tbilissi |
| 10 juin 1979 | Dinamo Moscou (D1) | 2 - 1 ap | (D2) Karpaty Lvov    |

### Finale
| Titulaires :  |                       |     |
|               |                       |     |
|               | Nikolaï Gontar (en)   |     |
|               | Ievgueni Lovchev      |     |
|               | Sergueï Nikouline     |     |
|               | Aleksandr Makhovikov  |     |
|               | Aleksandr Bubnov      |     |
|               | Alekseï Petrouchine   |     |
|               | Nikolaï Kolessov (en) | 80e |
|               | Aleksandr Minayev     |     |
|               | Nikolaï Tolstykh (en) |     |
|               | Aleksandr Maksimenkov |     |
|               | Valeri Gazzaev        |     |
|               |                       |     |
| Remplaçants : |                       |     |
|               | Vadim Pavlenko (en)   | 80e |
|               |                       |     |
| Entraîneur :  |                       |     |
| Viktor Tsarev |                       |     |

| Titulaires :     |                            |     |
|                  |                            |     |
|                  | Otar Gabelia (en)          |     |
|                  | Tenguiz Soulakvelidze      |     |
|                  | Aleksandr Tchivadze        |     |
|                  | Shota Khinchagashvili (en) |     |
|                  | David Moudjiri (ru)        | 61e |
|                  | Vitali Daraselia           |     |
|                  | Manuchar Machaidze (en)    |     |
|                  | Vakhtang Koridze (en)      | 46e |
|                  | Vladimir Gutsaev           |     |
|                  | Gocha Machaidze (ru)       |     |
|                  | Ramaz Shengelia            |     |
|                  |                            |     |
| Remplaçants :    |                            |     |
|                  | David Kipiani              | 46e |
|                  | Nugzar Kakilashvili (en)   | 61e |
|                  |                            |     |
| Entraîneur :     |                            |     |
| Nodar Akhalkatsi |                            |     |

| Titulaires :  |                       |     |
|               |                       |     |
|               | Nikolaï Gontar (en)   |     |
|               | Ievgueni Lovchev      |     |
|               | Sergueï Nikouline     |     |
|               | Aleksandr Makhovikov  |     |
|               | Aleksandr Bubnov      |     |
|               | Alekseï Petrouchine   |     |
|               | Nikolaï Kolessov (en) | 80e |
|               | Aleksandr Minayev     |     |
|               | Nikolaï Tolstykh (en) |     |
|               | Aleksandr Maksimenkov |     |
|               | Valeri Gazzaev        |     |
|               |                       |     |
| Remplaçants : |                       |     |
|               | Vadim Pavlenko (en)   | 80e |
|               |                       |     |
| Entraîneur :  |                       |     |
| Viktor Tsarev |                       |     |

| Titulaires :     |                            |     |
|                  |                            |     |
|                  | Otar Gabelia (en)          |     |
|                  | Tenguiz Soulakvelidze      |     |
|                  | Aleksandr Tchivadze        |     |
|                  | Shota Khinchagashvili (en) |     |
|                  | David Moudjiri (ru)        | 61e |
|                  | Vitali Daraselia           |     |
|                  | Manuchar Machaidze (en)    |     |
|                  | Vakhtang Koridze (en)      | 46e |
|                  | Vladimir Gutsaev           |     |
|                  | Gocha Machaidze (ru)       |     |
|                  | Ramaz Shengelia            |     |
|                  |                            |     |
| Remplaçants :    |                            |     |
|                  | David Kipiani              | 46e |
|                  | Nugzar Kakilashvili (en)   | 61e |
|                  |                            |     |
| Entraîneur :     |                            |     |
| Nodar Akhalkatsi |                            |     |